# Ère Ansei
L'ère Ansei (en japonais : 安政) est une des ères du Japon (年号, nengō, littéralement « le nom de l'année ») suivant l'ère Kaei et précédant l'ère Man'en. Cette ère couvre la période qui s'étend du mois de novembre 1854 au mois de mars 1860. L'empereur régnant est Kōmei-tennō (孝明天皇).

## Changement de l'ère
- 27 novembre 1854 Ansei gannen (安政元年?) : Le nom de l'ère nouvelle Ansei (« gouvernement tranquille ») est créé pour annoncer le début d'une période de paix. L'impulsion et l'explication de ce changement de nom d'ère serait l'incendie du Palais à Kyoto à l'été précédent[2].

Le nom de la nouvelle ère est dérivé d'un aphorisme d'exhortation : « Règne pacifiquement sur les masses, alors le souverain restera à sa place »  (庶民安政、然後君子安位矣).
Bien que l'idée semble attrayante, l'arrivée des Navires noirs et du commodore Matthew C. Perry n'est pas spécifiquement reconnue comme un facteur dans le changement des noms de l'époque.

## Événements de l'ère Ansei
- 1854 (Ansei 1) : Le séisme Ansei-Tōkai (安政東海地震, Ansei Tōkai Jishin) d'une magnitude de 8.4 sur l'échelle de Richter, survient le 23 décembre 1854. L'épicentre s'étend de la baie de Suruga jusque sous l'océan et frappe particulièrement la région de Tōkai mais détruit des habitations  jusque dans Edo. Le tsunami qui l'accompagne cause des dommages tout au long de la côte de la péninsule de Bōsō (dans l'actuelle préfecture de Chiba) jusqu'à la province de Tosa (moderne préfecture de Kōchi)[3].
- 1854 (Ansei 1) : Le séisme Ansei-Nankai (安政南海地震, Ansei Nankai Jishin) d'une magnitude de 8.4, survient le 24 décembre 1854. Plus de 10 000 personnes de la région de Tōkai jusqu'en bas de l'île Kyūshū sont tuées[3].
- 1855 (Ansei 2) : Début des travaux de reconstruction du palais impérial après l'incendie dévastateur de l'ère Kaei 7 et le chantier se termine au bout de 9 mois[4].
- 1855 (Ansei 2, 21e jour du 11e mois) : L'empereur s'installe dans le palais reconstruit, après avoir vécu dans le Shōgo-in puis chez les Katsura-no-miya. Le peuple est autorisé à regarder passer la procession impériale[4].
- 11 novembre 1855 (Ansei 2) : Séisme d'Ansei à Edo, un des grands séismes de l'ère Ansei, accompagné des habituels dommages et pertes de vies[5]. Épicentre -- (Latitude: 36.000/Longitude: 140.000), d'une magnitude de 6,9 sur l'échelle de Richter[6].
- 15 novembre 1857 (Ansei 4) : Ouverture de l'école de médecine de Nagasaki. Le docteur Pompe van Meerdevoort donne la première conférence publique sur les sciences médicales et chirurgicales dans la nouvelle école, qui est aussi la première conférence de la sorte jamais donnée au Japon[7].
- 1858-1860 (Ansei 4-Ansei 6) : Une épidémie de choléra est supposée avoir tué de 100 000 à 200 000 personnes rien que dans la ville d'Edo[8].
- 9 avril 1858 (Ansei 5) : Le séisme de 1858 de Hietsu fait des centaines de victimes.
- 1858 (Ansei 5) : L'université Keiō, créée initialement sept ans avant le commencement de l'ère Keio; Néanmoins, l'université est nommée d'après cette ère. C'est la plus ancienne institution d'enseignement supérieur existant au Japon[9].
- 29 juillet 1859 (Ansei 5) : Le tairō Ii Naosuke signe le Traité d'Amitié et de Commerce nippo-américain (aussi connu sous le nom « Traité Harris »), qui est une suite du Traité de Kanagawa de 1854[10].
- 1858 (Ansei 5) : Début de la purge d'Ansei sur ordre d'Ii Naosuke au nom du bakufu[11].
- 1860 (Ansei 7) : Incendie au château d'Edo.

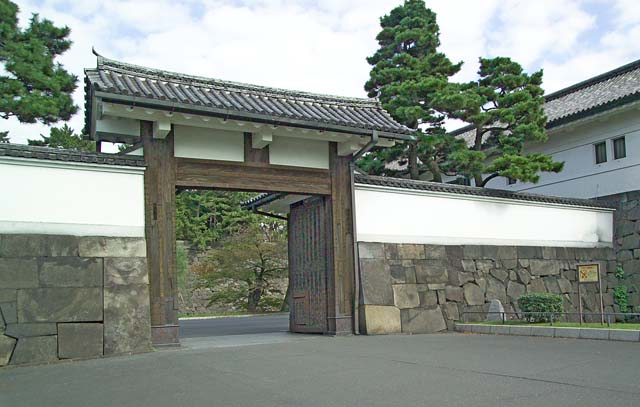
Porte Sakurada du château d'Edo (Sakurada-mon) non loin de laquelle a eu lieu l'assassinat d'Ii Naosuke.

- 24 mars 1860 (Ansei 7) : Assassinat de Ii Naosuke, aussi connu sous le nom incident de Sakuradamon[12].